# Rue Jean-François-Lépine
La rue Jean-François-Lépine est une voie du 18e arrondissement de Paris, en France.

## Situation et accès

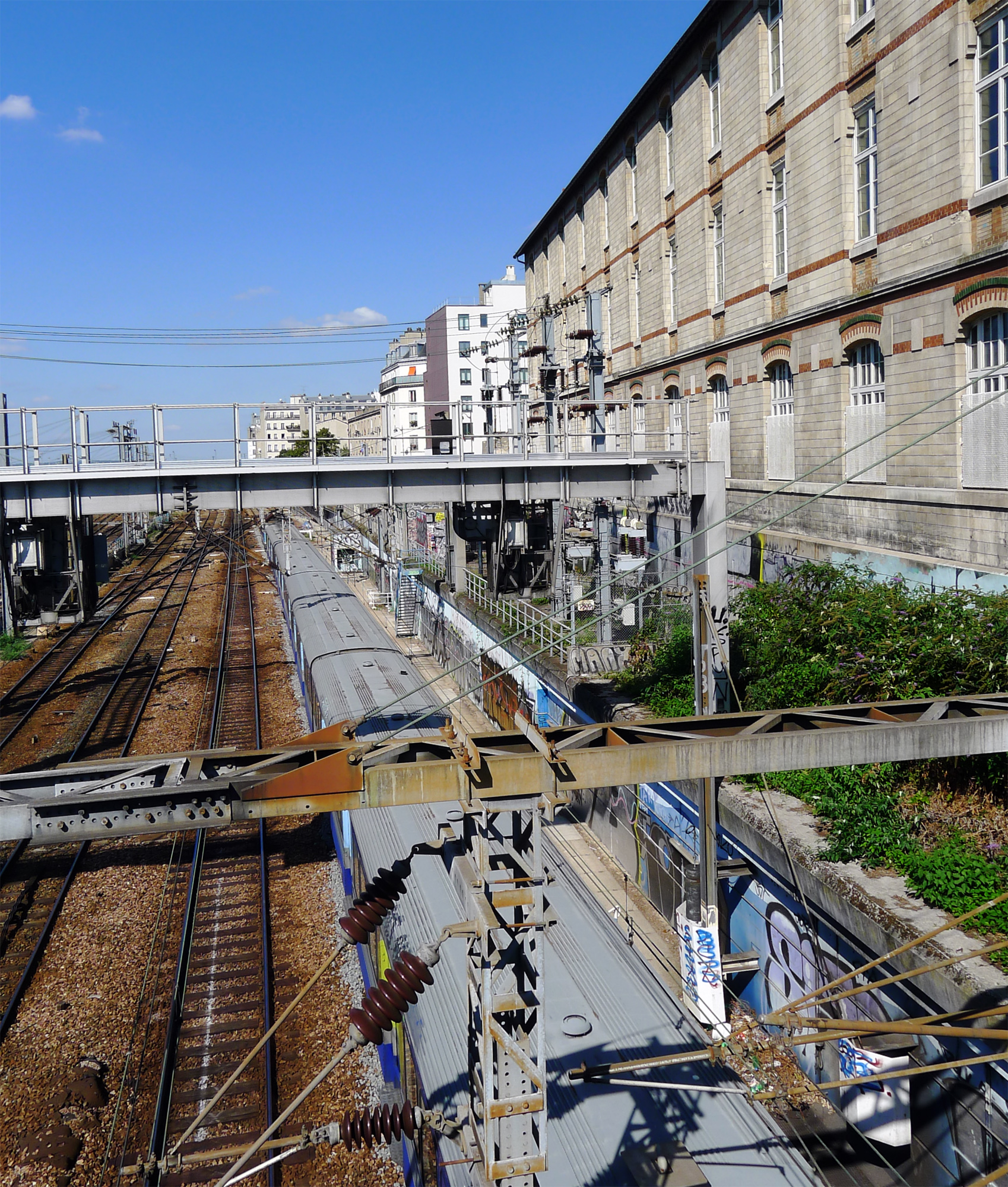
Voies SNCF franchies par la rue Jean-François-Lépine.

La rue Jean-François-Lépine est une voie publique située dans le 18e arrondissement de Paris. Elle débute au 21, rue Marx-Dormoy et se termine au 12, rue Stephenson. Elle est en partie constituée d'un pont qui franchit les voies SNCF issues de la gare du Nord.

## Origine du nom
Elle porte le nom de Jean-François Lépine (1811-1868), qualifié de « bienfaiteur de l'ancienne commune de La Chapelle », dans laquelle vivait sa famille, pour avoir « laissé une rente de 80 000 fr. aux pauvres du quartier ». Il n'a pas de parenté connue avec Louis Lépine, préfet de police de Paris.

## Historique

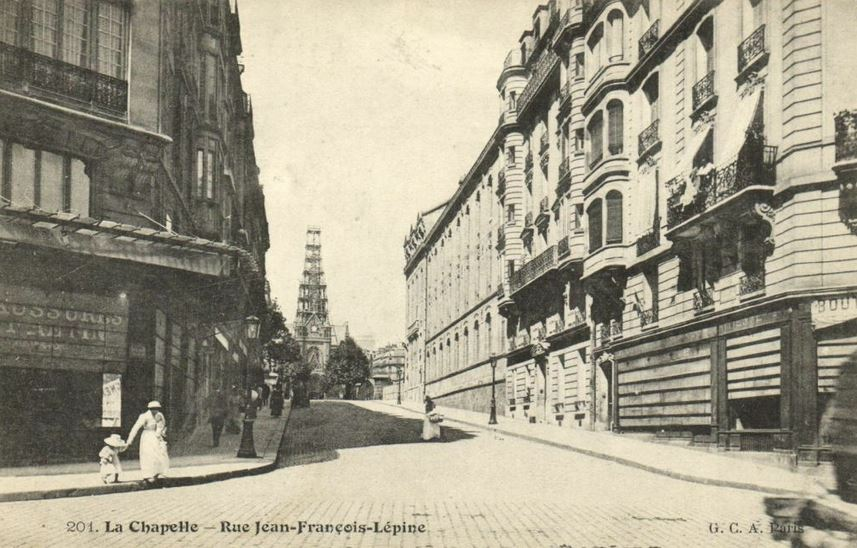
La rue Jean-François-Lépine

L'ouverture de la rue est déclarée d'utilité publique par un décret du 13 décembre 1892. Le percement de la rue nécessite l'expropriation puis la destruction d'immeubles sur la rue Stéphenson, sur l'impasse de Jessaint (aujourd'hui disparue) et sur la rue de la Chapelle (actuelle rue Marx-Dormoy),. La voie nouvelle a pris sa dénomination actuelle par un arrêté du 28 juillet 1896. 
Le pont Jean-François-Lépine, qui prolonge la rue au-dessus des multiples voies de la ligne de chemin de fer du Nord, a été construit en 1897,.
Lors de l'élargissement du faisceau ferroviaire de la gare du Nord dans les années 1970, les immeubles au milieu de la rue (vers l'impasse de Jessaint) ont été détruits,. Le pont a alors été prolongé à l'est, ce qui explique pourquoi le grillage est plus moderne à cet endroit.